# Männäis bruk
Männäis bruk (finska: Männäisten ruukki) är en bruksort i Kaland i Nystad i det finländska landskapet Egentliga Finland. Bruket grundades år 1749 och verksamheten slutades 1815. Männäis bruk bildar en värdefull byggt kulturmiljö av riksintresse och är därmed skyddat enligt lag.

## Historia
Männäis bruk var verksamt i Kaland vid ån Sirppujoki åren 1749–1815. Brukets grundare var svensken Anders Backmansson (adlad Nordencrantz), men bruket upplevde sin egentliga blomstringsperiod under landshövding Samuel af Ugglas ägo från och med 1785.
Bruket använde svensk järnmalm och träkol som producerades från skogarna i närområdet. På bruksområdet byggdes även ett vattensåg. Bönderna i området motsatte sig brukets ankomst eftersom man fruktade att behovet av träkol skulle leda till skogsskövling. I Kaland och andra närliggande områden tillverkades vid denna tid träkärl i stor skala för försäljning, vilket också krävde avverkning av skog.
Under af Ugglas tid på 1780-talet moderniserades Männäis bruks masugn, produktionsbyggnader och bruksdamm helt. Åren 1787–1788 byggdes en damm i Letala, känd som Ugglas-fästet. Dammen var nästan 50 meter lång, 7 meter bred och 2 meter hög. Dessutom grävdes en fem kilometer lång kanal mellan sjöarna Lukujärvi och Pitkäjärvi i Letala för att säkerställa vattenförsörjningen till bruket. Vid ån Sirppujoki byggdes fem dammar, och ån rensades för att underlätta vattenburna transporter. Bruket hade en egen lastplats i Torlax vid Sirppujokis mynning, där järnmalm från Sverige lossades och transporterades vidare med pråmar uppför ån till masugnen. Det tackjärn som producerades i masugnen exporterades tillbaka till Sverige, där det raffinaderades genom färskning för att framställa smidbart stångjärn.
Andra reformer som af Ugglas genomförde var byggandet av en stångjärnshammare vid forsen i trakten år 1790 och en rak allé från bruket till Kalands kyrka, där masugnsslagg användes som vägmaterial.
Fredsavtalet efter finska kriget krävde att svenskar bosatta i Sveriges västra delar skulle sälja sin egendom i Österlandet dvs. Finland, som blev en del av Ryska imperiet. Vid denna tid ägdes bruket av Samuel af Ugglas son, ryttmästare Pehr Gustav af Ugglas, som sålde brukets egendomar till olika köpare. Själva bruksherrgården köptes 1817 av dåvarande förvaltaren Gabriel Ytterberg. Järnproduktionen upphörde eftersom järnmalm inte längre kunde importeras från Sverige, och Finland saknade tillräckliga egna malmtillgångar. De tidigare bruksbyggnaderna anpassades för jordbruk.

## Bruksområdet
Männäis bruksområde har till största delen bevarats i samma stilen från tidigt 1800-tal. På området finns bland annat följande byggnader och konstruktioner:
- Ett längsgående kolhus med sadeltak, byggt av slaggtegel och vitkalkat (längd 48 meter, bredd 18 meter, höjd 15 meter) från 1805
- En stenbyggnad som tidigare användes som kalkförråd
- Ett rappat tegelkvarnhus från 1796
- Ett brännvinsbränneri från 1788
- Ett spannmålsmagasin från 1756
- Ett tvåvånings timrat huvudbyggnad från 1769, med exteriör från 1905
- En stenbro och dammens stenpartier mellan kvarnen och brännvinsbränneriet från 1780-talet
- En kyrkväg till Kaland med grund av masugnsslagg från 1780-talet

Av brukets byggnader har endast masugnen och några bostäder för arbetarna försvunnit. Dammen, alltså Ugglas-fästet, revs redan 1817.